# Groton (Suffolk)
Groton è un villaggio e parrocchia civile dell'Inghilterra, appartenente alla contea del Suffolk. Vi risiedono 288 abitanti. La parrocchia civile comprende Broad Street, Castling's Heath, Gosling Green, Horner's Green e Parliament Heath. Appare con il nome di Grotena nel Domesday Book del 1086.